# Stenolaemata
Die Stenolaemata bilden eine Klasse der Moostierchen (Ectoprocta, auch Bryozoa genannt), welche ausschließlich im Salzwasser (marin) vorkommt. Diese Klasse umfasst nur eine rezente Ordnung, die Cyclostomata, mit ca. 175 Gattungen und war besonders in der Kreidezeit verbreitet. Zu den ausgestorbenen Ordnungen dieser Klasse zählen u. a. die Cystopora und Cryptostomata. Erste Fossilien der Stenolaemata stammen aus dem Ordovizium.

## Bau
Die Cystide sind lang, zylindrisch und hinten zugespitzt und besitzen keinen Verschlussapparat. Offene Poren zwischen den Nachbartieren ermöglichen einen Stoffaustausch, es existiert keine Körperwandmuskulatur und die Eientwicklung findet in den Gonozoiden statt.

## Systematik
- Klasse: Stenolaemata
  - Ordnung: Cyclostomata (ab Ordovizium)
    - Familie: Phaceloporidae
      - Unterfamilien: Clonoporinae, Corynotrypinae, Sagenellinae, Phaceloporinae

    - Familie: Diploclemidae
    - Familie: Crownoporidae

  - Ordnung Cryptostomata † (Ordovizium - Perm)
  - Ordnung Cystoporata † (Ordovizium - Perm)
  - Ordnung Trepostomata † (Ordovizium - Perm)